# آبچلیک زوزه‌گرگی

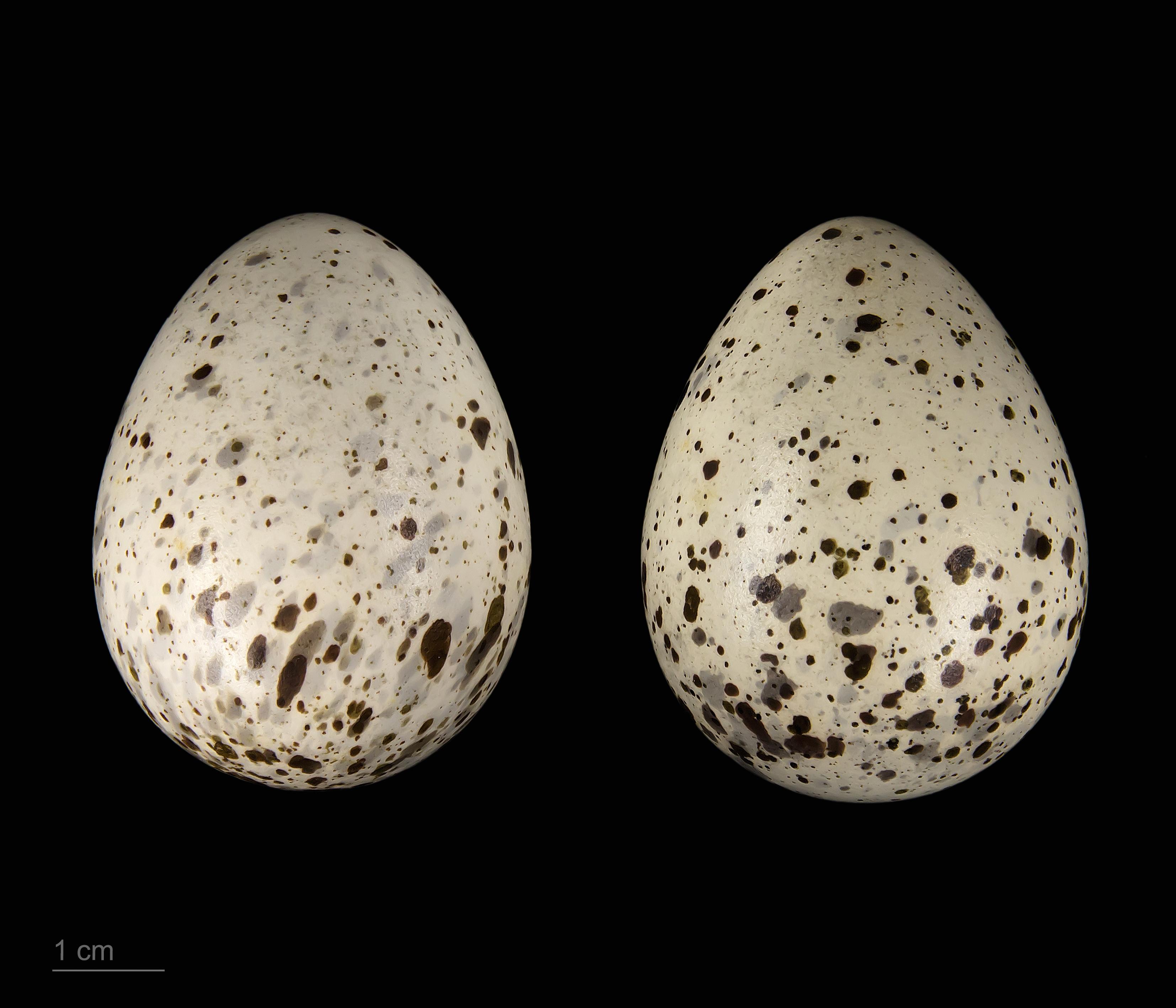
Bartramia longicauda

آبچلیک زوزه‌گرگی یا آبچلیک بلندبوم از سرده بارترامیا و خانواده آبچلیک است که از لحاظ پرنده‌شناسی به گیلانشاه نزدیک است. نام قدیمی این پرنده، آبچلیک بارترام است. به دلیل اینکه این پرنده صدایی مانند زوزه گرگ دارد به آن آبچلیک زوزه‌گرگی می‌گویند.

## ویژگی‌های زیستی
آبچلیک زوزه گرگی بزرگسال ۲۸ تا ۳۲ سانتی‌متر درازا دارد. فاصله نوک دو بال این پرنده در حالت باز ۵۰ تا ۵۵ سانتی‌متر است. پا، گردن و دم این نوع آبچلیک بلند است. پاهای این پرنده، زرد و سر و گردنش به شکل راه‌راه و نواری به رنگ قهوه‌ای روشن است. پشت و نوک بال‌های آبچلیک زوزه‌گرگی، قهوه‌ای تیره و به حالت لکه‌لکه و موج‌دار است. رنگ شکم نیز به سفیدی می‌زند.

## زیستگاه و پراکندگی
زیستگاه آبچلیک زوزه‌گرگی در چمنزارهای آلاسکا و شمال آمریکای شمالی می‌باشد. در زمستان‌ها این نوع پرنده به نواحی آمریکای جنوبی مهاجرت می‌کنند.